# Cloramina
La cloramina (monocloramina) es un compuesto químico de fórmula NH2Cl.  Por lo general se utiliza como una solución diluida con función desinfectante. El término cloramina también hace referencia a una familia de compuestos orgánicos con fórmulas R2NCl y RNCl2 (siendo R un grupo orgánico). También son muy conocidas la dicloramina, NHCl2, y el tricloruro de nitrógeno, NCl3.

## Síntesis y reacciones químicas
NH2Cl es un compuesto altamente inestable en forma concentrada, y mucho más inestable cuando se encuentra como un líquido puro. El NH2Cl puro se descompone violentamente por encima de −40 °C. En solución diluida, sin embargo, el NH2Cl es bastante estable y esta considerable estabilidad es la base de sus aplicaciones.
El NH2Cl se prepara por la reacción química entre el amoníaco y el ácido hipocloroso en condiciones ligeramente alcalinas:
NH3  +  HClO  →  NH2Cl  +  H2O
La síntesis se realiza en solución diluida.  En esta reacción el HClO es atacado por el nucleófilo NH3.  A niveles de pH más bajos, se produce una mayor cloración.
Las síntesis anteriores son útiles, pero no permiten obtener NH2Cl en forma pura.  El compuesto puro se prepara poniendo en contacto fluoramina con cloruro de calcio:
NH2F  +  CaCl2  →  NH2Cl  + CaClF

## Usos y reacciones químicas
El NH2Cl es un intermediario clave en la síntesis tradicional de la hidrazina.
La monocloramina oxida sulfhidrilos y disulfuros de la misma manera que el HClO, pero solo posee el 0.4% del efecto biocida del HClO.

## Usos en el tratamiento del agua
El NH2Cl se emplea comúnmente en bajas concentraciones como un desinfectante secundario en los sistemas municipales de distribución de agua como una alternativa a la cloración con cloro libre. Su aplicación es cada vez mayor. El cloro (también denominado cloro libre) está siendo desplazado por la cloramina, que es mucho más estable y no se disipa del agua antes de llegar a los consumidores.  NH2Cl también tiene mucha menor tendencia (aunque todavía presente) que el cloro libre a convertir la materia orgánica en clorocarbonos como el cloroformo y tetracloruro de carbono. Estos compuestos han sido identificados como cancerígenos y desde 1979 la Agencia de Protección Ambiental de los Estados Unidos regula sus niveles en agua potable de EE. UU.. Además, el agua tratada con cloramina no tiene el olor del cloro distintivo del tratamiento gaseoso, lo que mejora su sabor. 
Sin embargo, en su conjunto, el uso de cloramina puede resultar en un número mayor y más genotóxico de los subproductos de la desinfección de cloro.
La cloramina en el agua del grifo le da un color verdoso al agua a granel, en comparación con el color azul del agua pura. Este color verde se puede observar llenando una cubeta de polietileno blanco con agua cloraminada del grifo, y comparándolo con agua libre de cloramina, tales como agua destilada o de una muestra de una piscina.

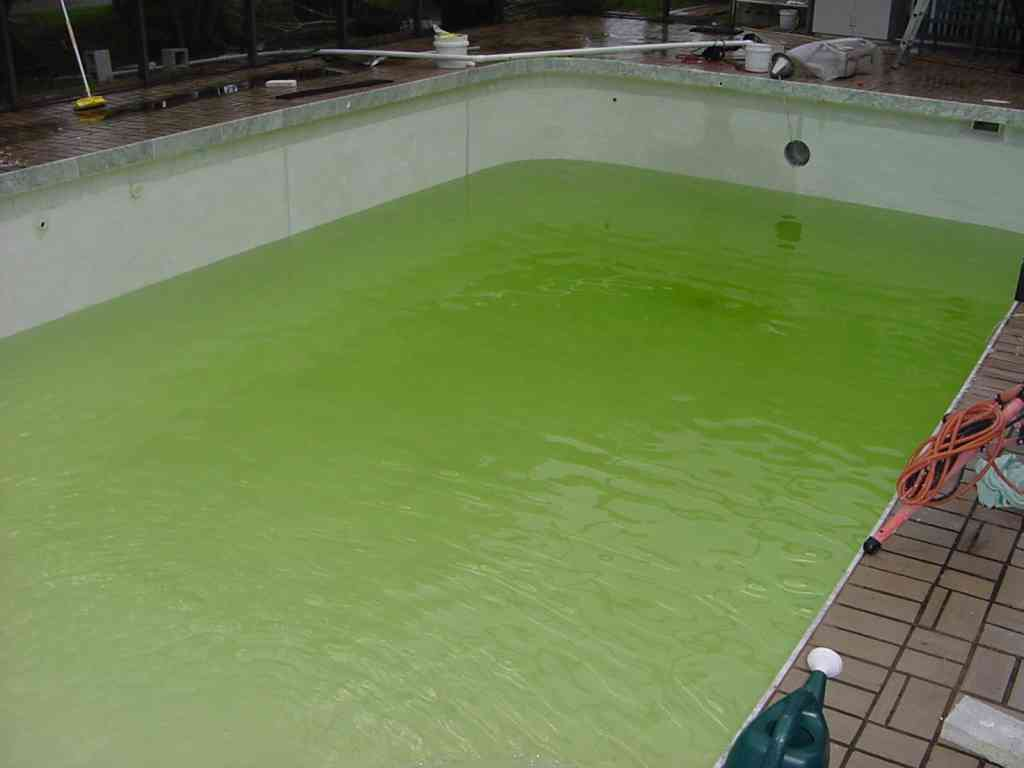
Nueva piscina llenada inicialmente con agua del grifo tratada con cloramina, mostrando el color verdoso de agua con cloramina. El color es menos evidente en volúmenes más pequeños, pero se nota en un garrafa de 18,9 litros, o incluso es ligeramente perceptible en un vaso de cristal bajo una inspección cuidadosa.

La cloramina puede ser eliminada del agua del grifo por el tratamiento con supercloración (10 ppm o más de cloro libre, como el de una dosis de hipoclorito de sodio o lejía desinfectante para piscina), mientras se mantiene un pH de 7 (por ejemplo, con una dosis de ácido clorhídrico). El ácido hipocloroso del cloro libre elimina el amoníaco de la cloramina, y el amoníaco se desprende en forma de gas desde la superficie del agua. Este proceso tarda aproximadamente 24 horas para el agua de grifo normal de unas pocas ppm de cloramina. El cloro libre residual puede ser eliminado por la exposición a la luz del sol durante unas 4 horas.

## Situaciones en las que NH2Cl deben eliminarse
Riesgos para la salud
La adición de cloramina para el suministro de agua puede aumentar la exposición al plomo en el agua potable, especialmente en las zonas con viviendas más antiguas,. Esta exposición puede resultar en el aumento de los niveles de plomo en el torrente sanguíneo y pueden suponer un riesgo significativo para la salud [6]
También hay evidencia de que la exposición a la cloramina puede contribuir a problemas respiratorios, como asma, entre los nadadores. [7] Los problemas respiratorios relacionados con la exposición cloramina son comunes y frecuentes entre los nadadores de competición. [8]
Cloramina uso, junto con el dióxido de cloro, ozono y luz ultravioleta, se han descrito como problemas de salud pública y un ejemplo del resultado de la regulación del medio ambiente se aplican mal. [Cita requerida] Estos métodos de desinfección disminuye la formación de subproductos regulados, como el chloroforms alquilo , que ha llevado a su adopción generalizada. Sin embargo, pueden aumentar la formación de una serie de subproductos citotóxicos y genotóxicos menos regulados, algunos de los que plantean mayores riesgos para la salud que los productos químicos regulados [9], que causa enfermedades como el cáncer, enfermedad renal, daño de tiroides [10], y el nacimiento defectos.
Los propietarios de acuarios deben eliminar la cloramina de su agua del grifo porque es tóxico para los peces. El envejecimiento del agua durante unos días elimina el cloro, pero no la cloramina más estable, que puede ser neutralizada por productos disponibles en las tiendas de mascotas.
Muchos animales son sensibles a la cloramina y debe ser eliminada del agua que se da a muchos animales en los zoológicos.
La cloramina también debe ser eliminada del agua antes de su uso en máquinas de diálisis de riñón, ya que entran en contacto con el torrente sanguíneo a través de una membrana permeable. Sin embargo, ya que la cloramina es neutralizada por el proceso digestivo, los pacientes de diálisis renal pueden ingerir líquidos cloramina del agua tratada.
Las cervezas caseras usan agentes tales como la reducción del metabisulfito de sodio o metabisulfito de potasio para remover la cloramina del licor de elaboración de la cerveza , ya que, a diferencia del cloro, no se puede eliminar por ebullición (A.J. DeLange). El sodio residual puede causar sabores en la cerveza (Ver Brewing, Michael Lewis) así que el metabisulfito es preferido. 
La cloramina puede ser eliminada del agua del baño y bañeras de parto mediante la adición de 1000 mg de vitamina C por cada 75 litros de agua.  Humanos de grado nutracéuticos de vitamina C reduce el pH de las aguas de menos de comprimidos comerciales vendidos para este fin específico.[cita requerida]
En las piscinas, las cloraminas se forman por la reacción de cloro libre con sustancias orgánicas. Las cloraminas, en comparación con el cloro libre, son menos eficaces como desinfectante y más irritantes para los ojos de los nadadores. Cuando los nadadores se quejan de irritación en los ojos de "demasiado cloro" en una piscina, el problema es general, un nivel elevado de cloraminas.[cita requerida] Kits de prueba para piscinas diseñados para su uso por los propietarios son sensibles al cloro libre y a las cloraminas, que puede ser engañosa.[cita requerida]

## Cloraminas orgánicas
Una variedad de cloraminas orgánicas son conocidas y han demostrado ser útiles en la síntesis orgánica.  Un ejemplo es N-cloromorfolina ClN(CH2CH2)2 O, N-piperidina, y la N-cloruro de quinuclidina cloro.

## Seguridad
NH2Cl es tóxico en grandes cantidades. Según las normas de la EPA en EE. UU. límite de concentración de cloramina a 4 partes por millón (ppm).  A nivel de objetivo de los suministros de agua pública de EE. UU. es de 3 ppm.